# توماس مكاي
توماس مكاي هو سياسي كندي، ولد في 4 يوليو 1849، وتوفي في 1924.